# Армия национального освобождения Анголы
Армия национального освобождения Анголы (порт. Exército de Libertação Nacional de Angola, ELNA) — военное крыло ангольского национал-консервативного движения ФНЛА, возглавляемого Холденом Роберто. Активно участвовала в войне за независимость Анголы и в первом этапе ангольской гражданской войны. Потерпела поражение от правительственных войск МПЛА и кубинского экспедиционного корпуса в конце 1975—начале 1976.

## Создание и задачи
27 марта 1962 года Союз народов Анголы — антиколониальная националистическая организация ангольских баконго во главе с Холденом Роберто — был преобразован в Национальный фронт освобождения Анголы (ФНЛА). К тому времени Роберто располагал группами вооружённых боевиков, которые с 1961 совершали атаки против португальских колониальных властей. Они отличались особой жестокостью к португальским поселенцам и сотрудничающим с ними африканцам (не относящимся к баконго).
Несколькими днями ранее, 23 марта, Роберто заявил о намерении сформировать национально-освободительную армию. Учреждение вооружённых сил ФНЛА состоялось 16 августа 1962 на военной базе в Кинкузу (Конго (Леопольдвиль), с 1971 — Заир). Вооружённое крыло ФНЛА получило название Армия национального освобождения Анголы (ЭЛНА).
Первоначальной задачей ЭЛНА являлась вооружённая борьба за достижение независимости Анголы и создания на её территории государства, управляемого ФНЛА. Как и политическое движение, армия Холдена Роберто отличалась этническими приоритетами баконго и консервативной идеологией с монархо-трайбалистским уклоном. Военные действия ЭЛНА вела в основном на севере Анголы, близ границы с Конго-Заиром — в районах проживания баконго.

## Военная организация ФНЛА

### Структура и вооружение
Численность ЭЛНА на рубеже 1960—1970-х оценивалась в 20 тысяч человек. Эта цифра, вероятно, преувеличена источниками ФНЛА, независимые исследователи говорят о 6 тысячах бойцов. Места постоянного базирования находились в Конго-Заире: штаб-квартира — в Киншасе, главная военная база — в Кинкузу.
Армия строилась по партизанской модели и структурировалась сравнительно небольшими подразделениями. Наиболее многочисленные группы — забрасываемые из Заира для крупных операций в Анголе — насчитывали от 15 до 30 бойцов. В засадные группы входили 10—20 человек, в группы минирования — 3—5 человек, в группы поддержки — 10—20 человек. Стандартная войсковая единица, включавшая все эти разновидности, считалась батальоном и насчитывала 75 бойцов. Несколько батальонов образовывали военную зону, несколько зон составляли фронт. Отдельно функционировали медицинская служба и военная полиция.
Финансирование ФНЛА поступало из США, в том числе от ЦРУ. Однако оружие для ЭЛНА — несмотря на антикоммунизм ФНЛА — приобреталось по большей части в КНР и КНДР. Бойцов обучали китайские инструкторы. Холден Роберто подчёркивал, что все его солдаты прошли подготовку у китайцев, «непревзойдённых специалистов по партизанской войне». На вооружении состояло автоматическое стрелковое оружие советского производства (карабины Симонова и автоматы Калашникова), пулемёты ДШК, 60-мм и 81-мм миномёты американского и французского производства.

### Командование
Главнокомандующим ЭЛНА являлся Холден Роберто. Его ближайшими сподвижниками были Нгола Кабангу и Лукас Нгонда Бенги. Высшие командные кадры набирались преимущественно из племенной аристократии и политического актива баконго. Группа будущих командиров проходила военное обучение в Тунисе и Алжире.
Первым начальником штаба ЭЛНА был Жозе Калундунгу, получивший военную подготовку в алжирском тренировочном лагере. Его сменил Маркуш Кассанга. Заместителем начальника был Гонсалвиш Маргозу, затем Тонта Афонсу Каштру, прошедшие тунисскую подготовку. Оперативным отделом руководил Жуан Баптиста Травеш Перейра, вскоре погибший в перестрелке с португальцами под городом Бембе.

### Заирский фактор
Принципиальное значение для ЭЛНА имело военное сотрудничество с Заиром. Президент Заира Мобуту был главным союзником (и родственником) Роберто. В то же время отношения между заирскими военными и боевиками ЭЛНА были весьма непростыми. Время от времени между ними случались прямые столкновения. В 1972 на главной базе ЭЛНА в Кинкузу произошёл крупный мятеж, подавленный заирской армией.

## В войне за независимость
В период войны за независимость активные боевые действия вели в провинциях Уиже и Заире батальоны ЭЛНА под командованием Педру Афамаду в 1968—1974. Бойцы Афамаду нападали на небольшие подразделения португальских колониальных войск, совершали удачные акции из засад, осуществляли скоротечные боестолкновения. В боях с Афамаду португальцы потеряли убитыми несколько десятков человек.
Заирские власти добивались от ЭЛНА расширения боевых действий в Анголе, переноса боёв во внутренние районы страны. Под давлением Мобуту командование ЭЛНА с 1968 года стало предпринимать операции в восточных районах Анголы. Наряду с основным Северным фронтом были образованы Северо-Восточный и Восточный. В Луанде действовало вооружённое подполье ФНЛА под руководством Лукаса Нгонды Бенги.
По состоянию на 1972 год, на долю войск ФНЛА приходилось 44 % военных действий против колониальных войск. Это многократно превосходило УНИТА, но несколько уступало МПЛА. При этом более 90 % акций ЭЛНА совершались на Северном фронте.

## Поражение в гражданской войне

### Борьба за Луанду
Португальская революция 1974 года начала деколонизацию «заморских провинций», в том числе Анголы. Одновременно стали очевидны непримиримые противоречия антиколониальных движений — консервативного прозападного ФНЛА, марксистского просоветского МПЛА, леворадикального антикоммунистического УНИТА. Летом 1975 началась гражданская война в Анголе.
Во второй половине 1975 года основным её содержанием являлась борьба за контроль над Луандой между ФНЛА и МПЛА (участие УНИТА было ограниченным, поскольку это движение не имело значительного представительства на севере страны). Первоначально ФНЛА/ЭЛНА плотно контролировали столицу. Важную помощь оказал Мобуту, способствовавший мобилизацию в ЭЛНА примерно 15 тысяч человек.
Однако вскоре вооружённые силы МПЛА (ФАПЛА) показали себя значительно сильнее ЭЛНА. В июле формирования ФНЛА были выбиты из Луанды. Однако отряды ЭЛНА удерживали контроль над Заире и Уиже. Главный военный центр ФНЛА/ЭЛНА расположился в Амбрише, политическая столица — в Кармоне, крупные гарнизоны — в городах Санту-Антониу-ду-Заири и Сан-Сальвадор-ду-Конго. В войну на стороне ФНЛА вступила регулярная армия Заира. Инструкторами и спецназом ЭЛНА выступали португальские военные из антикоммунистических организаций ЭЛП и МДЛП (подполковник коммандос Жилберту Сантуш и Каштру в 1975 году был одно время начальником штаба ЭЛНА).
17 сентября ЭЛНА отбила у ФАПЛА стратегически важный город Кашито. Холден Роберто отдал приказ о наступлении на Луанду. Перед ЭЛНА была поставлена задача захватить столицу до 11 ноября — дня провозглашения независимости. В наступлении участвовали боевики ЭЛНА, заирские регулярные войска, португальские антикоммунисты и подразделение регулярной армии ЮАР. Общая численность группировки превышала 3,3 тысячи человек, из которых примерно две трети приходилось на ЭЛНА.

### Разгром при Кифангондо
10 ноября 1975 ЭЛНА и её союзники потерпели сокрушительное поражение в битве при Кифангондо. Значительное численное превосходство было сведено на нет более современным вооружением, организованностью и дисциплиной ФАПЛА и союзных МПЛА кубинцев. Полевой командир ЭЛНА под Кифангондо Тонта Афонсу Каштру возлагал ответственность за поражение на Холдена Роберто, издававшего некомпетентные в военном отношении и авантюрные по сути приказы.
От этого удара ФНЛА/ЭЛНА уже не оправились. Холден Роберто сделал ставку на завербованных в Западной Европе и США наёмников-профессионалов во главе с «полковником Каллэном», но достигнутые ими некоторые тактические успехи не изменили общего положения. В декабре 1975 — феврале 1976 на севере Анголы развернулось массированное наступление ФАПЛА и кубинских экспедиционных войск. Оказать серьёзное сопротивление ЭЛНА не смогла. Уже в середине февраля армия Холдена Роберто практически перестала существовать. Разрозненные остатки вооружённых сил ФНЛА беспорядочно отступили в Заир.

### Прекращение существования
В 1976—1978 малочисленные отряды ЭЛНА (силами примерно двух батальонов) пытались время от времени наносить удары, прорываясь на ангольскую территорию. Усилиями Лукаса Нгонды Бенги и Нголы Кабангу в Уиже удалось частично воссоздать партизанскую инфраструктуру. Однако её действия были малоэффективны. Реальную партизанскую войну против режима МПЛА вело повстанческое движение УНИТА и его Вооружённые силы освобождения Анголы (ФАЛА) во главе с Жонасом Савимби. Часть бойцов ЭЛНА перебрались в Юго-Западную Африку (в то время оккупированную ЮАР), где присоединились к УНИТА либо участвовали в рейдах южноафриканской армии на территорию Анголы.
В 1979 году Заир полностью нормализовал отношения с НРА. Это означало потерю всяких возможностей для дальнейшей вооружённой борьбы. В 1983 году руководство ФНЛА официально объявило о прекращении деятельности ЭЛНА. Некоторые её командиры — в том числе Педру Афамаду и Афонсу Каштру — перешли на сторону правительства и поступили на службу в ФАПЛА.

## Память и ветераны
1 мая 1991 года в Лиссабоне были подписаны Бисесские соглашения. В соответствии с ними из Анголы выводились кубинские войска, осуществлялся переход к многопартийной системе. ФНЛА получил возможность легальной политической деятельности. Холден Роберто, Нгола Кабангу, Лукас Нгонда Бенги вернулись в Анголу и стали депутатами парламента.
К тому времени ЭЛНА давно перестала существовать. Однако лидеры ФНЛА культивировали образы «тысяч бойцов за национальное освобождение, принесённых в жертву врагам ангольского народа». В 2005 году Холден Роберто участвовал в траурной церемонии на военном кладбище и возложил цветы к мемориалу неизвестному солдату ЭЛНА.
Мероприятия 16 августа — годовщины основания ЭЛНА — проводятся на официальном уровне и после кончины Холдена Роберто. Соответствующая церемония в 2017 году, на 55-ю годовщину, состоялась в Мбанза-Конго (ранее Сан-Сальвадор-ду-Конго) — родном городе Роберто. Представители ФНЛА подчёркивают роль ЭЛНА в национально-освободительном движении (период гражданской войны, как правило, остаётся за скобками).
В 1986 была создана и с 1991 легально действует в Анголе ассоциация ветеранов ЭЛНА — Associação dos Antigos Combatentes (AAC), тесно связанная с ФНЛА. AAC занимается в основном отстаиванием социальных прав ветеранов и защитой исторической памяти о заслугах ФНЛА/ЭЛНА.
Положение бывших бойцов ЭЛНА — одна из социальных проблем Анголы. Вопрос об их пенсионном обеспечении новый президент Анголы Жуан Лоренсу обсуждал с Лукасом Нгонда Бенги на встрече 2 марта 2018 года. Нгонда Бенги назвал количество ветеранов ЭЛНА, нуждающихся в пенсиях: 27180 человек. Он отметил, что «прежнее политическое руководство ФНЛА» (здесь сделан намёк на Роберто и Кабангу, с которыми он вёл борьбу за лидерство) не обеспечили им статуса, каким обладают ветераны ФАПЛА и ФАЛА — и эта недопустимая ситуация должна быть изменена. Президент Лоренсу выразил понимание.